# Epomophorus
Epomophorus (Bennett, 1836) è un genere di pipistrello della famiglia degli Pteropodidi. 

## Etimologia
Il termine Epomophorus deriva dalla combinazione di tre parole greche: επη, ομος e φορος, letteralmente "portare sulle spalle", con chiara allusione alle caratteristiche spalline dei maschi.

## Descrizione

### Dimensioni
Al genere Epomophorus appartengono pipistrelli di medie dimensioni con la lunghezza dell'avambraccio tra 62 mm di E.minimus e 100 mm di E.gambianus e un peso fino a 155 g.

### Caratteristiche craniche e dentarie
Il cranio presenta un rostro allungato, elevato ed allo stesso livello della scatola cranica, la quale è piccola, arrotondata e con la superficie posteriore schiacciata. Il palato si estende in profondità oltre gli ultimi denti masticatori. Gli incisivi sono minuti. I molari sono semplici e privi di cuspidi.
Sono caratterizzati dalla seguente formula dentaria:

### Aspetto
La pelliccia è generalmente corta e soffice. Le parti dorsali variano dal marrone chiaro al bruno-rossastro, mentre le parti ventrali sono generalmente più chiare. I maschi sono più grandi delle femmine e sono dotati di una sacca faringea e ciuffi di lunghi peli bianchi sulle spalle, chiamati spalline. Il muso è lungo ed affusolato, le labbra sono pendenti e molto estensibili, senza alcuna piega cutanea frontale. La laringe, l'osso ioide e le corde vocali sono modificati, e adattati per ottenere suoni potenti, similmente a H.monstrosus. Le orecchie sono relativamente corte ed arrotondate, con due macchie di peli bianchi alla base anteriore e posteriore. Le ali sono attaccate posteriormente alla base del secondo dito del piede. L'uropatagio ed il calcar sono ben sviluppati, mentre la coda, composta di due vertebre, è rudimentale.  

## Tassonomia
Il genere comprende 8 specie, divise in funzione delle caratteristiche fisiche e dal numero e aspetto delle creste palatali.
- E.gambianus species group - Due creste palatali post-dentali spesse, II,III e IV creste palatali frontali non divise.
  - Epomophorus angolensis
  - Epomophorus anselli
  - Epomophorus crypturus
  - Epomophorus gambianus
  - Epomophorus labiatus
  - Epomophorus minimus
- E.grandis species group - Una cresta palatale post-dentale spessa, II,III e IV creste palatali frontali divise.
  - Epomophorus grandis
- E.wahlbergi species group - Una cresta palatale post-dentale spessa, II,III e IV creste palatali frontali non divise.
  - Epomophorus wahlbergi